# Benton (Kansas)
Benton es una ciudad ubicada en el condado de Butler, Kansas, Estados Unidos. Tiene una población estimada, a mediados de 2021, de 946 habitantes.

## Geografía
La localidad está ubicada en las coordenadas 37°47′17″N 97°6′28″O / 37.78806, -97.10778 (37.788136, -97.107753).

## Demografía
Según la Oficina del Censo, en 2000 los ingresos medios de los hogares de la localidad eran de $49,750 y los ingresos medios de las familias eran de $58,214. Los hombres tenían ingresos medios por $40,380 frente a $30,179 que percibían las mujeres. Los ingresos per cápita para la localidad eran de $21,975. Alrededor del 5.5% de la población estaban por debajo del umbral de pobreza.
De acuerdo con la estimación 2016-2020 de la Oficina del Censo, los ingresos medios de los hogares de la localidad son de $79,250 y los ingresos medios de las familias son de $87,813. Alrededor del 3.3% de la población está por debajo del umbral de pobreza.